# 1893 год в кино

## События
- Томас Эдисон строит первую в Америке киностудию — «Чёрная Мария».
- Томас Эдисон представил публике фильм «Сцена с кузнецами».
- Первый крупный киносеанс (Всемирная выставка в Чикаго).
- Жорж Демени создаёт «Фоноскоп», пригодный для кинопроекции[1].

## Фильмы
- «Сцена с кузнецами» (англ. Blacksmith Scene), США (реж. Уильям Диксон).

## Родились
- 10 февраля — Джимми Дуранте, американский актёр и певец (умер в 1980 году).
- 17 февраля — Кароль Бенда, польский актёр, режиссёр и киносценарист (умер в 1942 году).
- 12 апреля — Роберт Харрон, американский актёр (умер в 1920 году).
- 20 апреля — Гарольд Ллойд, американский актёр и кинорежиссёр (умер в 1971 году).
- 17 августа — Мэй Уэст, американская актриса (умерла в 1980 году).
- 16 сентября — Александр Корда, британский кинорежиссёр венгерского происхождения (умер в 1956 году).
- 26 сентября — Глэдис Броквел (англ. Gladys Brockwell), американская актриса (умерла в 1929 году).
- 14 октября — Лиллиан Гиш, американская актриса (умерла в 1993 году).
- 7 декабря — Фэй Бейнтер, американская актриса, обладательница премии «Оскар» (умерла в 1968 году).
- 12 декабря — Эдвард Г. Робинсон, американский актёр румынского происхождения (умер в 1973 году).
- 24 декабря — Рут Чаттертон, американская киноактриса и театральная актриса (умерла в 1961 году).